# سرعة انجرافية

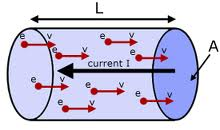

سرعة الجرف أو سرعة الانجراف (بالإنجليزية: Drift Velocity)‏ مصطلح يطلق على متوسط سرعة الالكترونات أو الجسيمات المشحونة في موصل كهربي بفعل تأثير المجال الكهربائي بين طرفي الموصل.
عادة تكون هذه السرعة صغيرة جدا مقارنة بسرعة الضوء ويمكن حسابها من العلاقة:
حيث
vd سرعة الجرف
I شدة التيار الكهربائي المار في الموصل
n عدد حاملات الشحنة في وحدة الحجوم
A مساحة المقطع
q شحنة الجسيم الواحد من الحاملات
ينبغي التفريق بين سرعة الجرف وسرعة الموجة الكهرومغناطيسية الناشئة عن حركة الالكترونات أو الشحنات والتي تقترب من سرعة الضوء اعتمادا على عامل السرعة.

## إنظر أيضا
- سرعة الكهرباء
- سرعة الضوء